# Interrupteur
 (mai 2014).
Si vous disposez d'ouvrages ou d'articles de référence ou si vous connaissez des sites web de qualité traitant du thème abordé ici, merci de compléter l'article en donnant les références utiles à sa vérifiabilité et en les liant à la section « Notes et références ».
En électrotechnique, un interrupteur (dérivé de « rupture ») est un commutateur permettant seulement d'interrompre ou d'autoriser le passage d'un flux.
Il ne faut pas confondre l'interrupteur qui permet d'éteindre ou d'allumer un appareil, et le commutateur qui permet de choisir entre plusieurs états actifs d'un appareil.
Par extension, tout système destiné à interrompre quelque chose peut être dénommé interrupteur.

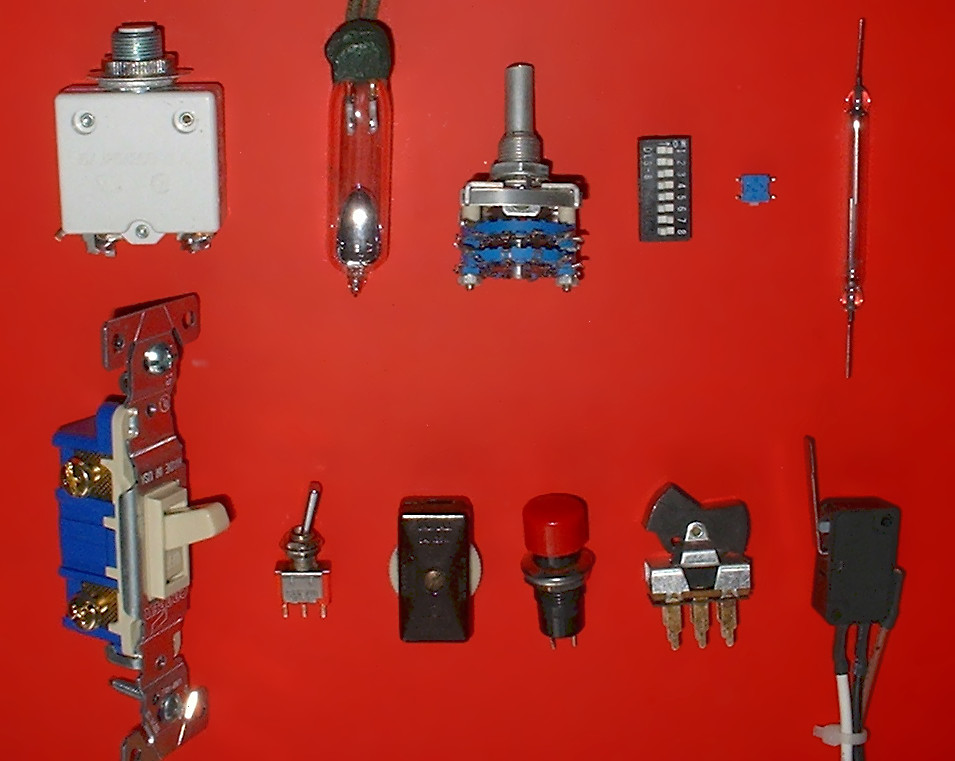
Différents types d'interrupteurs. En haut, de gauche à droite : fusible, interrupteur au mercure, commutateur rotatif, DIP switch, interrupteur monté en surface, interrupteur reed. En bas, de gauche à droite: interrupteur mural (version U.S.), interrupteur à levier, interrupteur rotatif, bouton poussoir, interrupteur à bascule, microswitch.

## Histoire
Le premier interrupteur utilisant la technologie quick-break fut inventé par John Henry Holmes en 1884 dans le district de Shieldfield à Newcastle upon Tyne.

## Électricité

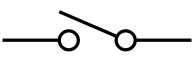
Symbole d'un interrupteur ouvert

En électrotechnique, un interrupteur est un organe ou appareillage de commande qui permet d'ouvrir et de fermer un circuit alimentant un appareil électrique aux valeurs des intensités nominales. Il termine souvent la course d'un variateur permettant de moduler le courant.
Dans les schémas (notamment dans les montages scolaire), l'interrupteur est généralement désigné par la lettre K, la lettre K provenant du mot anglais en:Knife switch (interrupteur à lame, à couteau, voir l'illustration dans l'article anglophone cité) qui correspond ou correspondait au dispositif généralement employé dans les montages expérimentaux.

### Inverseur

Un inverseur dans un schéma électrique

L'inverseur est un commutateur à trois bornes de connexion :
- Une entrée commune ;
- Sortie n°AlphA ;
- Sortie n°BetA.

Ce dispositif sans état médian est utilisé dans les circuits va-et-vient.
Cet interrupteur a parfois un état supplémentaire médian :
- Fermé, il établit un circuit ;
- Ouvert ;
- Fermé, il établit un autre circuit.

Souvent, la position médiane stable avec les deux circuits ouverts n'existe pas. Il peut être utilisé en lieu et place d'un interrupteur, il suffit de ne pas câbler le deuxième circuit. Ce dispositif avec état médian est surtout utilisé dans les circuits inverseurs.

En rouge, un interrupteur tristable double, monté en inverseur. Un interrupteur de fin de course en position bleue (une ou l'autre) et un autre en position verte (une ou l'autre) bloquent la poursuite "trop loin" du mouvement.

### Interrupteur différentiel

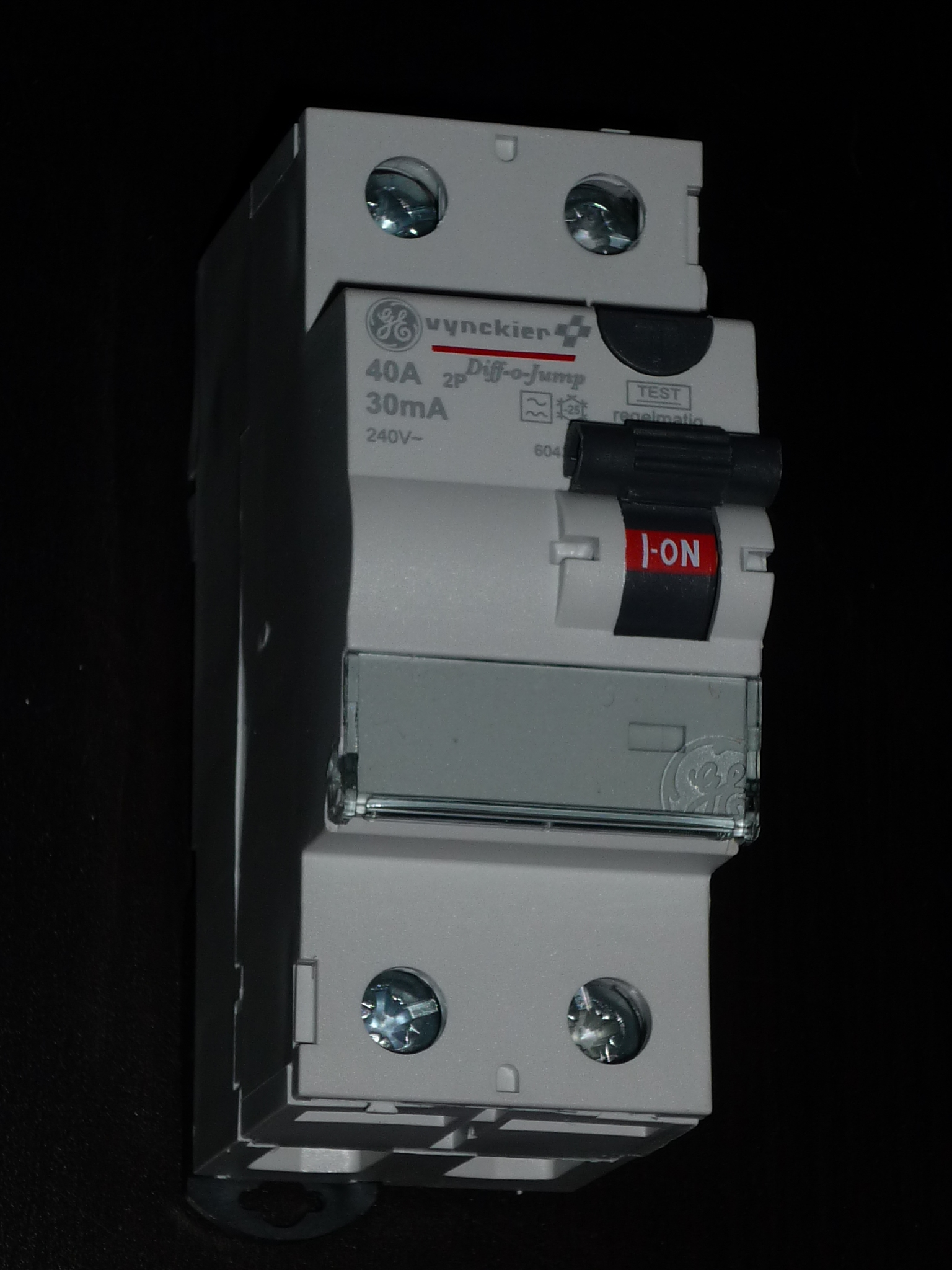
Interrupteur différentiel 2 pôles 30 mA, de calibre maximum 40 A

Inventé à la fin du XIXe siècle, il est plus petit et moins cher qu'un disjoncteur différentiel, à intensité nominale égale, mais son pouvoir de coupure est limité à l'intensité nominale, alors qu'un disjoncteur (quel que soit le type) doit pouvoir couper le courant de court-circuit, soit un courant beaucoup plus important (entre 3 et plus de 10 kA). Il sert donc uniquement à isoler le circuit lorsque le courant est différent entre les deux fils du circuit, cas d'un défaut d'isolation (fuite de courant vers la terre).
Pour assurer la protection des personnes en régime TT un seuil de déclenchement de 30 mA est préconisé.

### Différents mécanismes d'interrupteur et de commutateur

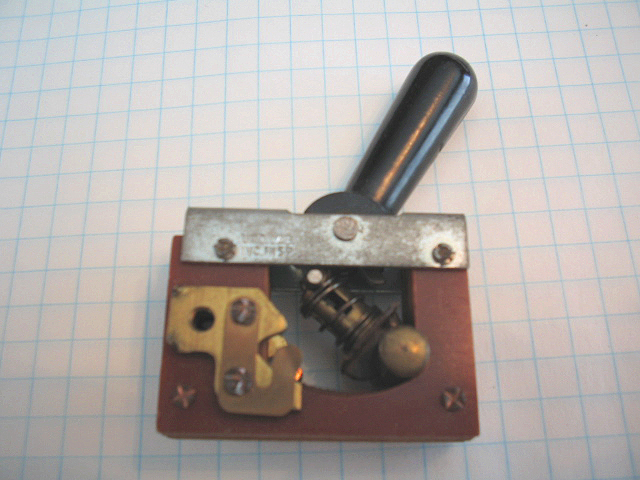
Interrupteur à levier bistable

#### Levier
L'interface humaine d'un interrupteur peut être un levier. Le levier de commande dépasse sur la face avant d'un support qui peut être un tableau de bord, sur lequel est bien souvent fixé l'interrupteur par un système d'écrou.

#### Bouton poussoir

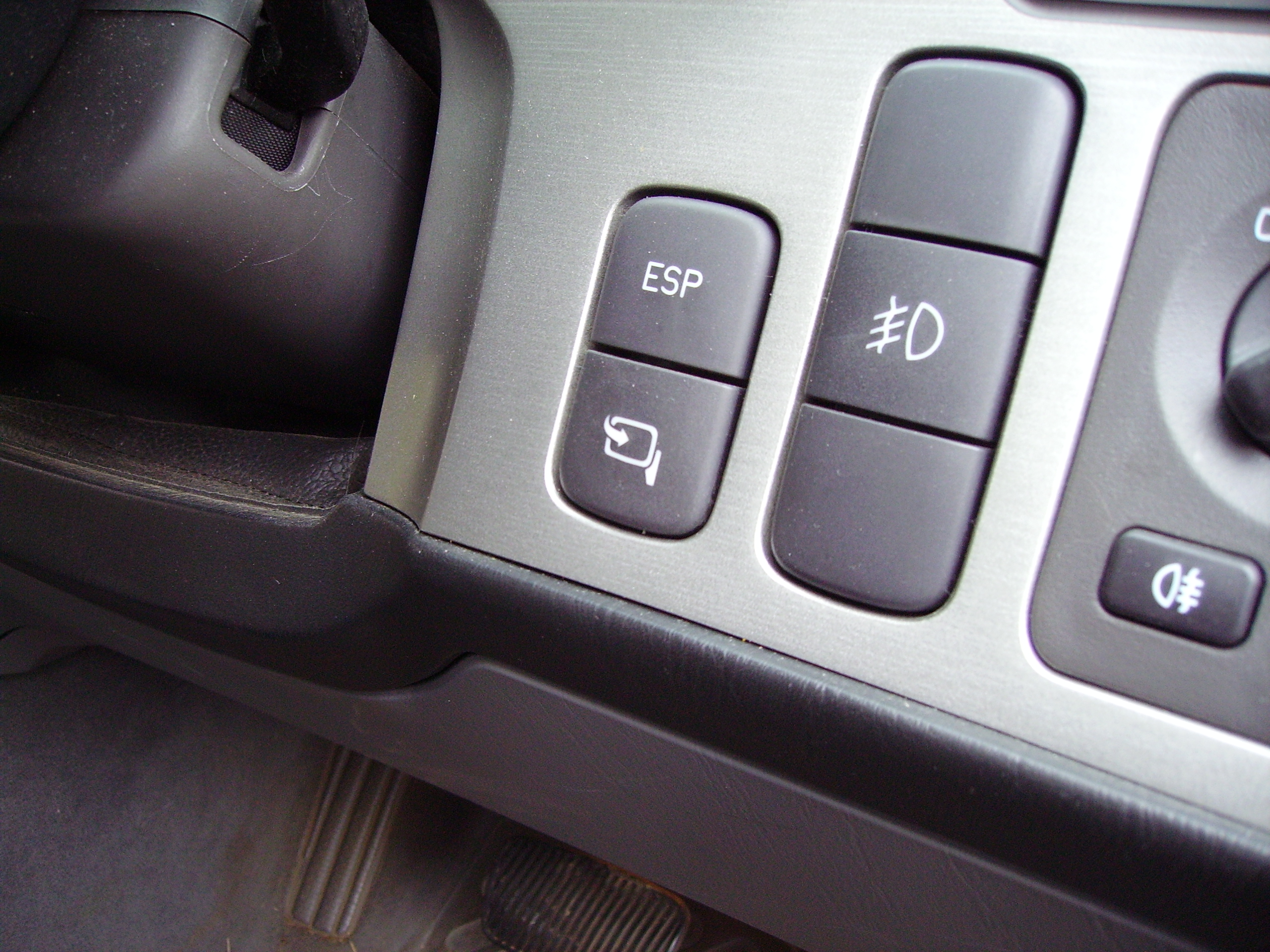
Bouton poussoir sur un tableau de bord d'automobile.

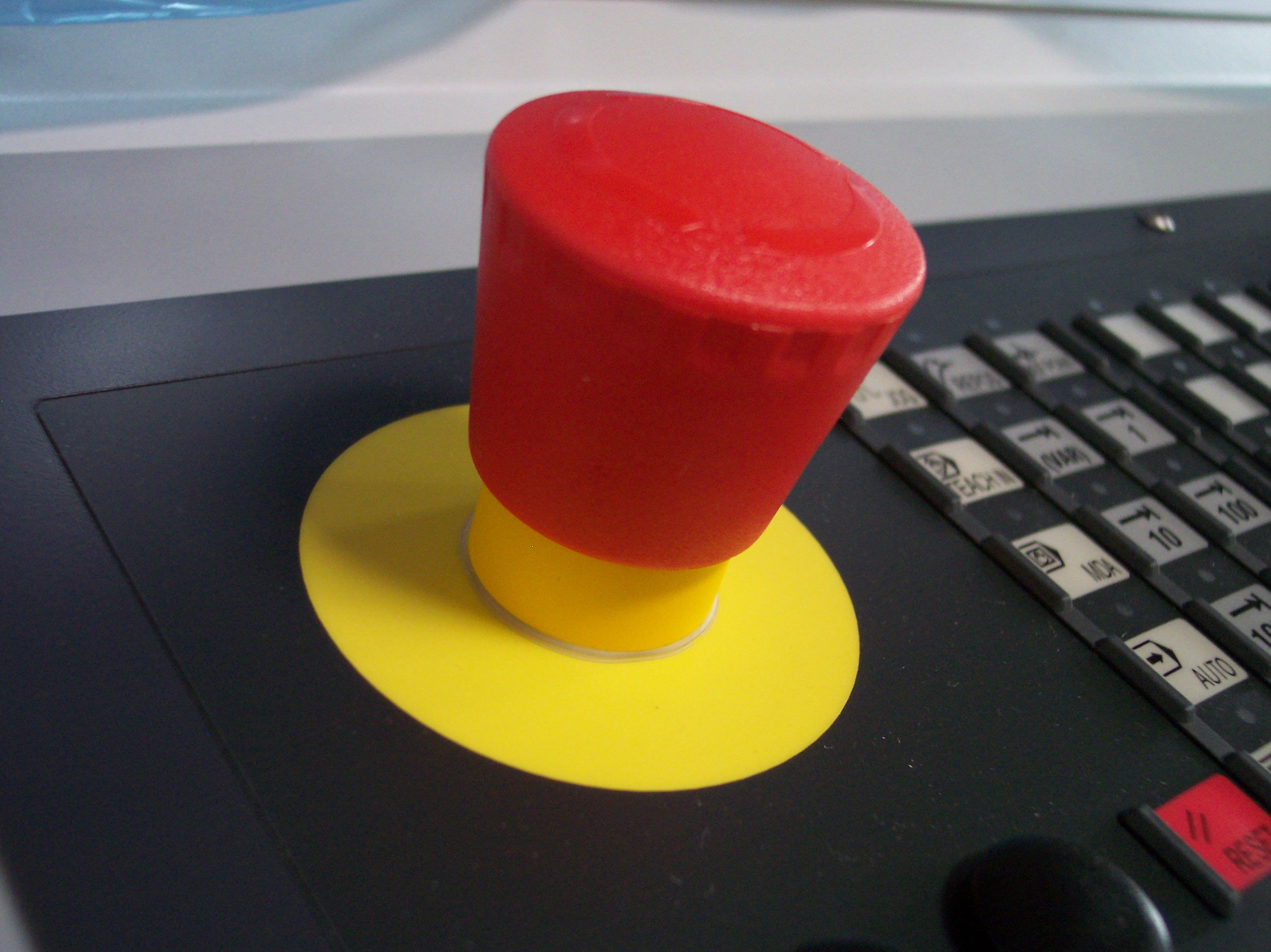
Bouton d'arrêt d'urgence sur tableau de commande.

Les interrupteurs à bouton poussoir s'actionnent par un geste très simple, qualité qui motive leur choix lorsque l'interrupteur doit être manipulé très rapidement, ou dans des conditions requérant un minimum d'attention pour la manipulation : conduite automobile, arrêt d'urgence, clavier d'ordinateur, etc.
Cependant, leur position (actionné ou non), n'est pas facilement identifiable par l'opérateur ; on leur adjoint souvent un voyant, intégré ou déporté, indiquant l'état du circuit.
Le bouton d'arrêt d'urgence est également nommé bouton coup de poing en raison de son mode d'actionnement dans les cas d'urgence qui doit pouvoir se faire rapidement et sans réfléchir.
On distingue deux types : normalement ouvert (la liaison électrique est créée quand on appuie sur le bouton) ou normalement fermé (le circuit électrique est ouvert quand on appuie sur le bouton).

Représentation symbolique d'un interrupteur de type poussoir
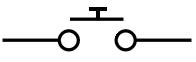
Normalement ouvert.
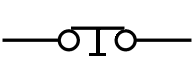
Normalement fermé.

#### Glissière

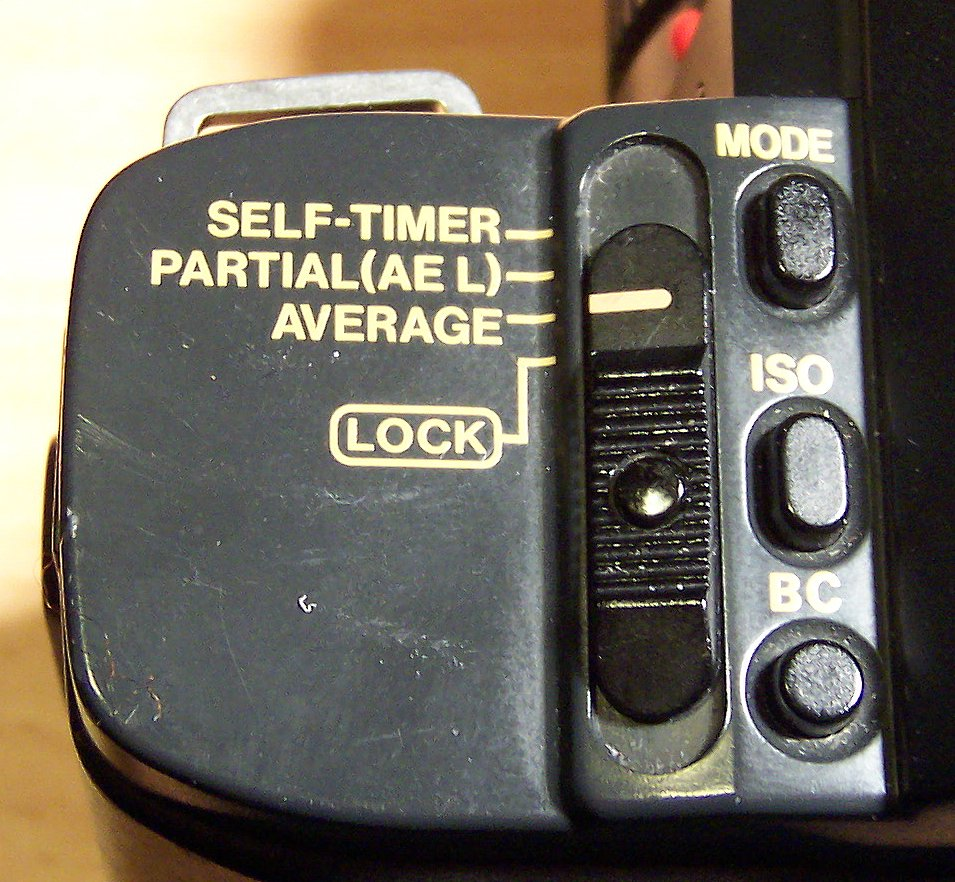
Interrupteur à glissière, accompagné de plusieurs boutons poussoirs.

Un commutateur à glissière possède l'avantage de pouvoir offrir plus de trois positions stables, avec en prime un repère visuel de sa position. En revanche, il est parfois malaisé à manipuler, il requiert généralement une bonne attention et un certain doigté pour être actionné. De plus, il fait souvent preuve d'une assez faible fiabilité dans le temps. Ce type d'interrupteur était couramment utilisé dans les appareils de sonorisation domestiques, où il est désormais remplacé par des interrupteurs électroniques statiques en circuit intégré, beaucoup plus fiables et nettement moins coûteux.

#### Rotatif

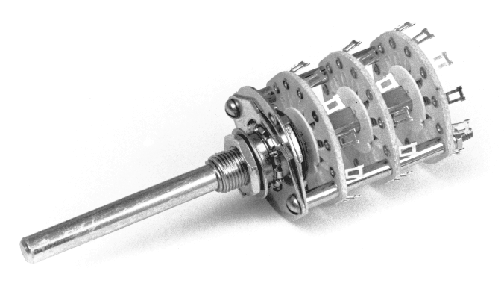
Interrupteur rotatif.

Les commutateurs rotatifs sont commandés par un axe sur lequel est fixé un bouton qui sert en même temps d'enjoliveur. Ce type d'interrupteur peut comporter encore plus de positions stables qu'un interrupteur à glissière et, peut offrir de nombreux circuits séparés. Sur certains modèles, ces deux paramètres peuvent même être modifiés avant l'installation.

#### Basculeur

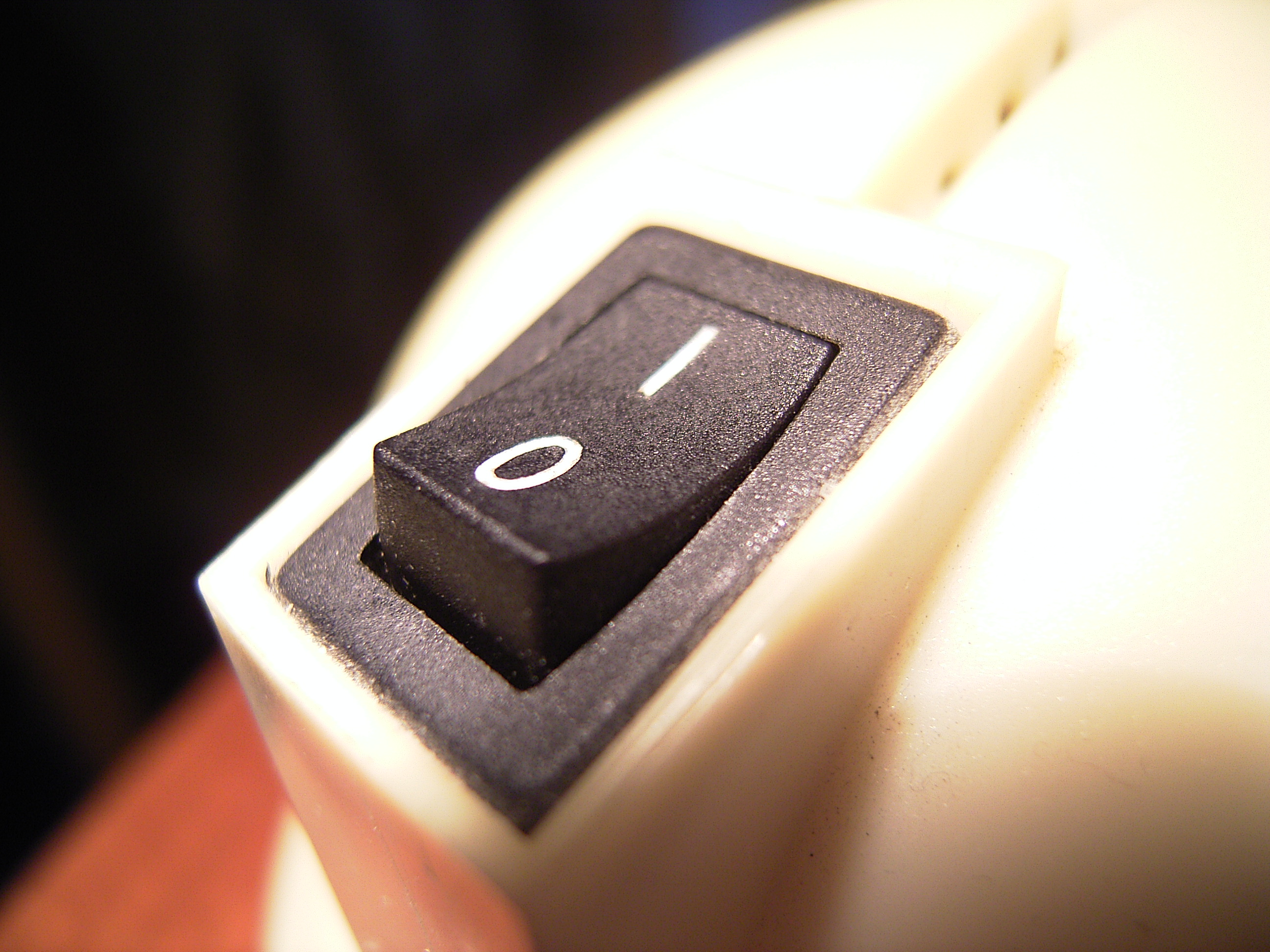
Interrupteur à bascule.

Les commutateurs à bascule sont les plus courants. Ils ont un fonctionnement similaire au levier, le bouton basculeur n'étant qu'un levier à plat. Ils sont limités à trois états, très souvent seulement deux sont utilisés (marche/arrêt). Leur position n'est pas toujours facile à visualiser rapidement, sauf quand leur ergonomie est particulièrement étudiée. C'est le cas en positionnant systématiquement la fonction marche vers le haut comme dans les équipements d'automobile. Ce type d'interrupteur est généralement le plus fiable, car la mécanique du basculeur est particulièrement adaptée à la commutation électrique : en associant le travail de l'opérateur à l'action d'un système de ressort très simple, il assure des transitions électriques et mécaniques franches et fiables.

#### Magnétique

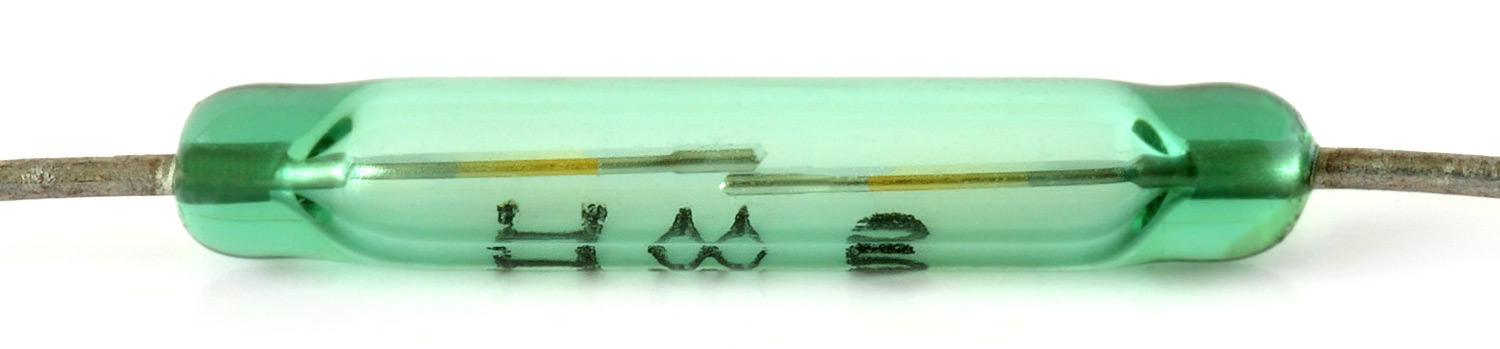
Interrupteur ILS en ampoule.

Un « Interrupteur à Lame Souple » (ILS ou interrupteur reed) est un interrupteur qui établit ou coupe une connexion électrique en fonction de la présence ou non d'un champ magnétique.
Il est généralement constitué d'une ampoule de verre protectrice contenant une atmosphère non oxydante (sans oxygène ni vapeur d'eau) et deux contacts souples. Ces contacts sont magnétisables et élastiques, à base de fer doux par exemple. En présence d'un champ magnétique, les contacts s'aimantent par influence, et sont attirés l'un par l'autre. Ils se rapprochent et se touchent, établissant le courant. Lorsque le champ magnétique cesse, l'aimantation cesse aussi, et l'élasticité des contacts les écarte, coupant le courant.
Il est bien souvent utilisé en tant que capteur fin de course pour les vérins, ou en générateur d'impulsions de comptage : un aimant permanent fixé sur la partie mobile modifie l'état de l'interrupteur en passant devant, transmettant ainsi une information au système de commande ou au compteur.
Il est possible aussi de s'en servir comme relai, en remplaçant l'approche d'un aimant par une bobine entourant le dispositif, avec toutefois deux inconvénients par rapport à un opto-coupleur (ou photo-coupleur) : une inductance du circuit primaire, et un temps de réaction non négligeable, de l'ordre du dixième de seconde.

#### Thermique
Le bilame est un interrupteur actionné par la température.

#### Mercure

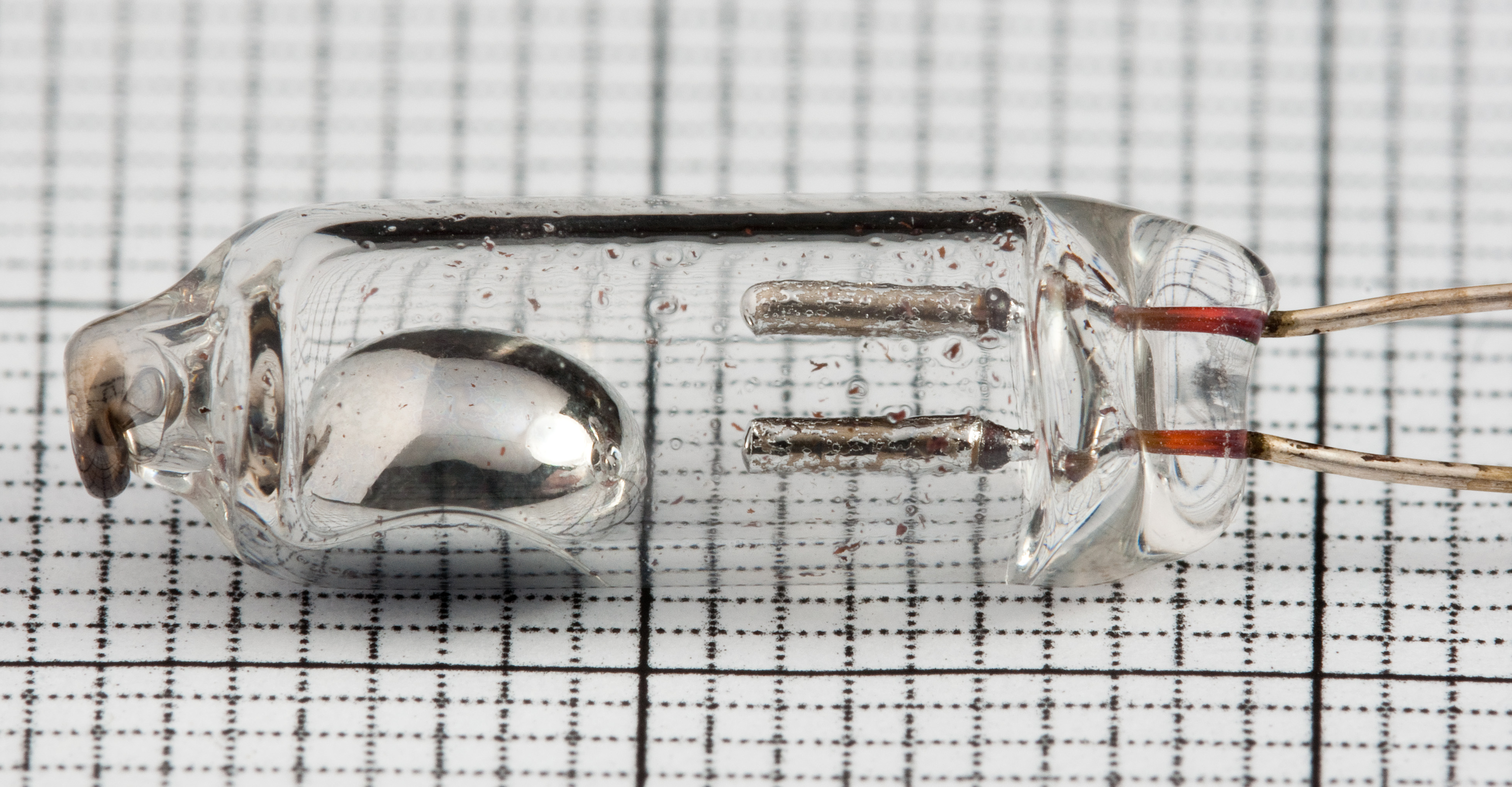
Interrupteur au mercure SPST.

Un « interrupteur au mercure » établit ou coupe la connexion suivant son inclinaison. La gravité permet de déplacer du mercure à l'état liquide à l'intérieur d'une ampoule de verre munie de deux électrodes. Ce type d'interrupteur est aujourd'hui moins utilisé à cause de la toxicité du mercure.
C'est un déchet toxique relevant de la catégorie « Déchets d'équipements électriques et électroniques dangereux »
Ce type d'interrupteur est souvent utilisé pour sa capacité à générer un contact franc et propre, sans « rebonds ».

#### Sensitif

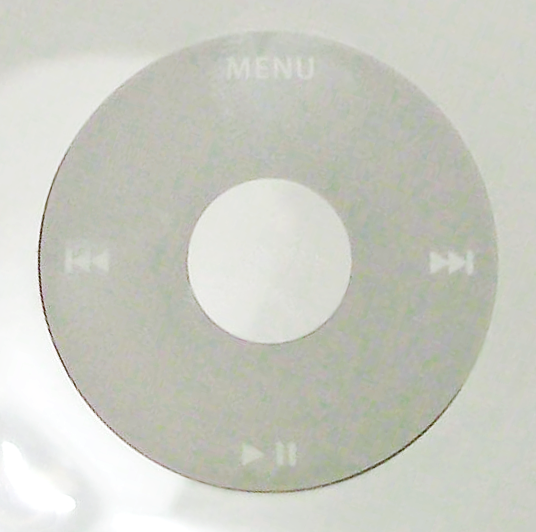
Interrupteur sensitif.

Un « interrupteur sensitif » aussi appelé « interrupteur tactile », détecte la variation de capacité provoquée par l'approche du doigt de l'utilisateur, comme c'est le cas sur des écrans tactiles.

#### Pression
Un « interrupteur de pression » utilise un capteur de pression pour détecter la pression exercée par le doigt de l'utilisateur.
Un capteur de pression peut être actionné par un fluide, pour arrêter une pompe par exemple.

#### DIP switch

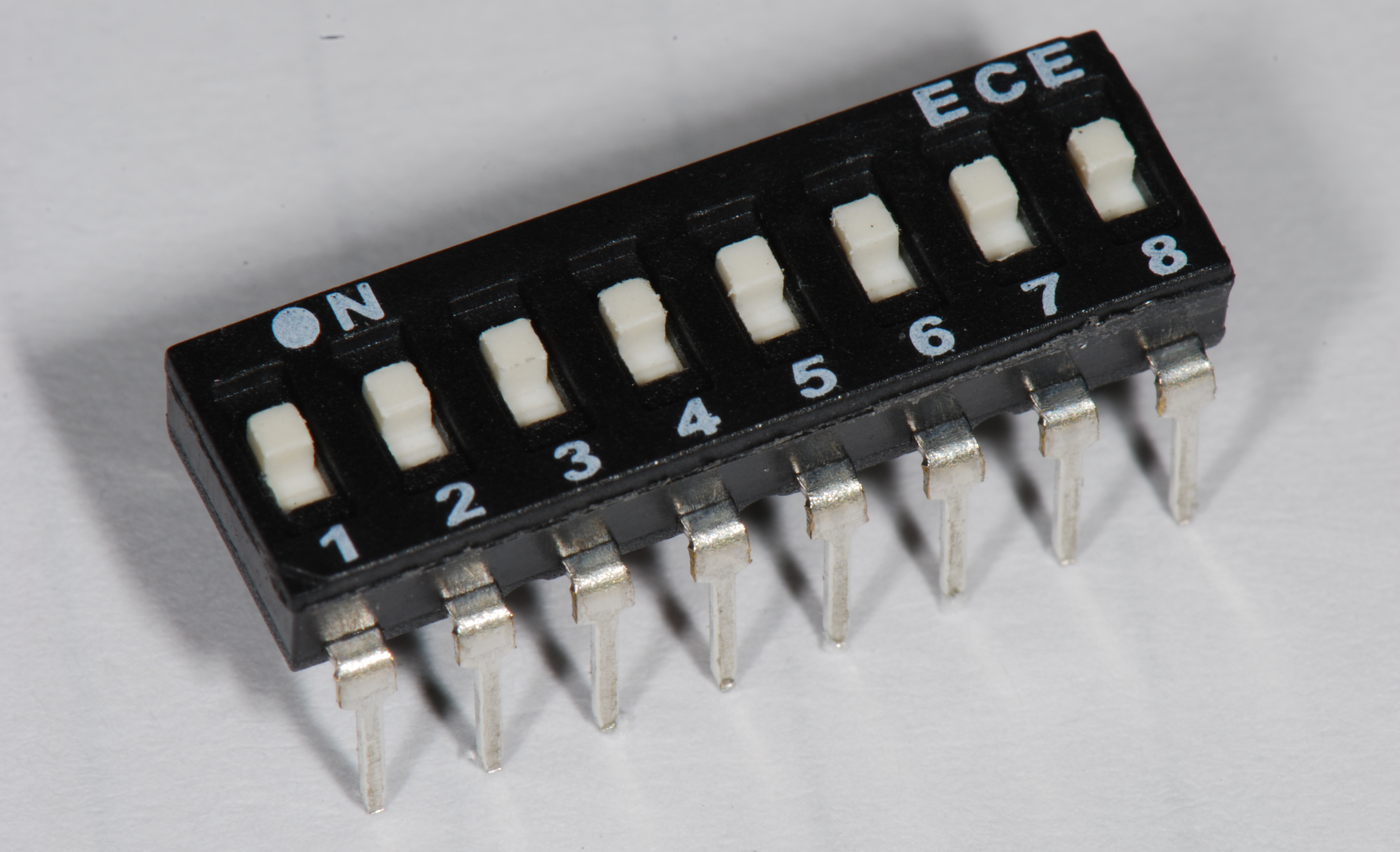
DIP switch

Un DIP switch est un groupe d'interrupteurs placés dans un boîtier de circuit intégré (DIP : Dual Inline Package). Il est fait pour être placé sur un circuit imprimé.

##### Applications
Dans le domaine du jeu vidéo, les DIP switch, sont très répandus en Arcade ou les systèmes de jeu intègrent ces interrupteurs pour permettre différents réglages. Ils offrent la possibilité de décider d'une multitude de paramètres propres à chaque jeu, décidés et intégrés par les développeurs du jeu lors de sa création, par exemple le nombre de joueurs, le type de borne, le prix de la partie, la langue du jeu… Ces réglages sont à effectuer par l'exploitant proposant la borne avant son allumage (dans le cadre d'un usage commercial, sinon, par le propriétaire de la borne).

## Électronique
Différentes technologies permettent la fabrication d'interrupteurs électroniques.
- Les diodes, sont des interrupteurs naturels pour un courant alternatif : une alternance passe avec une perte minime alors que l'alternance suivante se retrouve bloquée.
- Les transistors.
- Les thyristors.